# Найчо Цанов (булевард в Пловдив)
„Найчо Цанов“ е основен, натоварен булевард в Пловдив, кръстен на българския политически деец, от края на 19 и началото на 20 век, Найчо Цанов.
Започва от север като продължение на бул."Цар Борис III-Обединител" и завършва при завоя за Тракия, откъдето се нарича бул. „Освобождение“.

## История
В края на 90-те години на миналия век, малката дотогава улица „Найчо Цанов“ е превърната в широк и комуникационно удобен булевард, който свързва директно централната градска част с район Тракия и с кв. Кичук Париж посредством надлез „Родопи“. Играе още роля и на източна граница на елитния пловдивски квартал „Съдийски“. Булевардът и надлезът са построени в периода 1998 – 99 г., за невероятните тогава за Пловдив 35 млн.лв. са в отлично състояние. Чрез надлезa булевард „Найчо Цанов“ има връзка с булевардите „Санкт Петербург“ и „Кукленско шосе“. На юг от надлезът, бул. „Найчо Цанов“ се стеснява, но изземва функциите на използвания в миналото бул. „Константин Величков“, който вече играе ролята на локално платно в частта от надлез „Родопи“ до ул. „Стадион“.

## Автобуси
По бул. „Найчо Цанов“ се движат автобусите с линии 4 и 37, които дават достъп до Кършияка, Тракия и Кичук Париж.